# مارغريت فرازير
مارغريت فرازير (بالإنجليزية: Margaret Fraser)‏ هي كاتِبة نيوزيلندية، ولدت في 11 ديسمبر 1866، وتوفيت في 31 أغسطس 1951.